# Shindand (Distrikt)

Lage des Distrikts in der Provinz (Hellblau, unten)

Der Bezirk Shīnḍanḍ (persisch شین‌‌‌‌‌‌ډن‌‌‌‌‌‌ډ, früher bekannt als Sabzwār, سبزوار) ist einer der 16 Bezirke der Provinz Herat im Westen Afghanistans und liegt im südlichen Teil dieser Provinz. Es grenzt im Norden an den Distrikt Adraskan, im Osten an die Provinz Ghor und im Süden und Westen an den Distrikt Farsi und die Provinz Farah. Die Fläche beträgt 316,4 Quadratkilometer und die Einwohnerzahl 49.920 (Stand: 2022). 2012 betrug die Bevölkerung 173.800. Das Bezirkszentrum ist die Stadt Shindand, die über ein sehr aktives Marktgebiet verfügt.
Die Shindand Air Base befindet sich in der Nähe der Stadt. Die Hauptstraße Herat – Kandahar führt durch den Bezirk. Das Zerkoh-Tal liegt im Bezirk.

## Geschichte
Sein alter Name war Esfezar als noch eine iranische Kleinstadt, eher ein Dorf nahe der Grenze zu Afghanistan auf iranischer Seite. Bemerkenswerte historische Stätten in Shindand sind Qala-Dokhtar und Qala Rustam-Zal.

## Ethnien
In Bezug auf Stammes- und ethnische Gruppen ist Shindand einer der vielfältigsten Bezirke in der Provinz Herat. Rund 60 Prozent der Bevölkerung spricht Paschtunisch und rund 40 Prozent sprechen Persisch (Tadschiken, Hazara und Aimaken (Timuris und andere Substämme) sowie Westperser). Daneben gibt es wenige Belutschen und Turkvölker. Die Hauptsprachen im Distrikt sind Paschtu und Dari-Persisch. Die meisten Distrikte Herats haben deutlich weniger Paschtunen.